# كاريكس بونكتاتا
كاريكس بونكتاتا، هو نبات من عائلة البردي المنقط، هو نوع من النباتات المزهرة من جنس كاريكس، موطنه شمال غرب إفريقيا وجنوب ووسط وشمال أوروبا وتركيا. عدد الكروموسوم الخاص بالنبات هو 2 ن=68.

## المرادفات
الأصناف التالية مقبولة حاليا:
- كاركس بونكتاتا فار. لايفيكوليس
- كاركس بونكتاتا فار. المنقط